# René Rodríguez Soriano
René Rodríguez Soriano (Constanza, La Vega, República Dominicana, 22 de septiembre de 1950-Houston, Texas, EUA, 31 de marzo de 2020) fue un escritor, editor y docente universitario dominicano; egresado en comunicación social de la Universidad Autónoma de Santo Domingo.  
Dedicó gran parte de su vida a la comunicación publicitaria.
El entusiasmo y la pasión que demuestra René Rodríguez Soriano cuando hablaba de lectura y escritura son suficientes para darse cuenta del profundo amor que sintió por las letras. Y no es para menos; pues desde temprana edad, en su natal Constanza, devoraba página tras páginas de autores clásicos. Más adelante, comenzó a manifestar su creatividad a través de poemas y cuentos.
Rodríguez Soriano, quien se dedicó durante muchos años a la comunicación publicitaria trabajando para varias agencias y luego consolidando la suya propia, publicó su primer libro, “Raíces con dos comienzos y un final”, en 1977.
A esta obra le sucedieron varias que han trascendido el suelo criollo y le han hecho merecedor de varios reconocimientos, entre ellos el Premio de Nacional de Cuentos Casa de Teatro y el Premio Nacional de Novela de la Universidad Central de San Pedro de Macorís.
| Nació        | 22 Septiembre, 1950 Constanza, República Dominicana |
| Murió        | 31 Marzo, 2020 (69) Houston, Texas |
| Ocupación    | Poeta, Publicista, Profesor, Locutor |
| Lenguajes    | Español |
| Nacionalidad | Dominicano, Estadounidense |
| Premios      | - Premio de Nacional de Cuentos Casa de Teatro - Premio Nacional de Novela y de Poesía de la Universidad Central de San Pedro de Macorís. - Talent Seekers International Award 2009-2010 - Premio Nacional de Cuentos José Ramón López de República Dominicana |
| Esposa       | Carmen Polanco |
| Hijos        | Jairo, Piero, Ruy y Carla |
| Web          | http://rodriguesoriano.net/ |

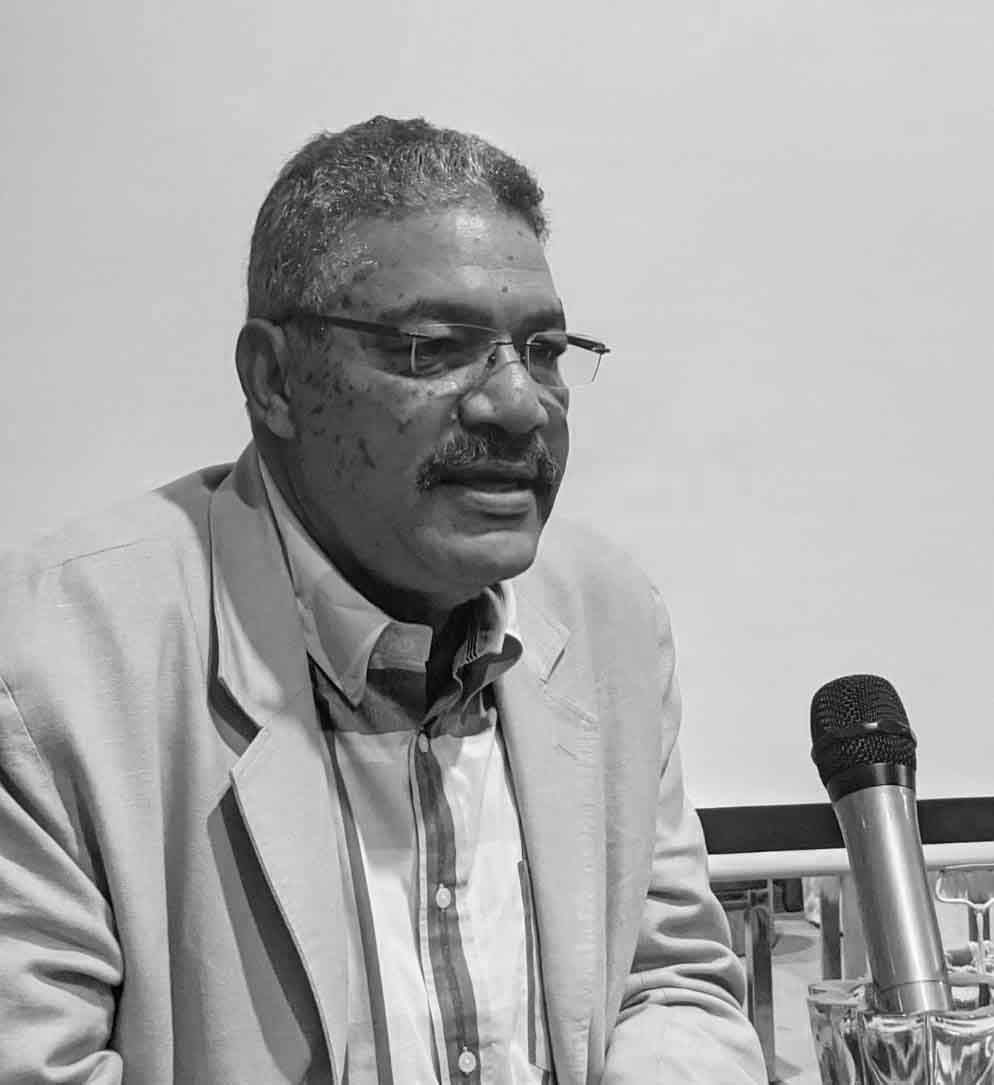
Rene Rodriguez Soriano en 2017

Fue reconocido en plataformas como el periodismo, la publicidad y la producción de materiales para radio televisión y cine. 
En 1998 emigró a Estados Unidos  desde donde, mediante un continuo desplazamiento por prestigiosos centros académicos desarrolló una ardua labor de difusión y proyección de la literatura iberoamericana; desde el 2005 editó y coordinó mediaIsla, revista literaria convertida, hoy por hoy, en sitio de referencia obligada para los hacedores y estudiosos más destacados de nuestras letras.

## Narrativa
- Todos los juegos el juego. (Narraciones). Santo Domingo: Editorial Gente, 1986.
- No les guardo rencor, papá. (Cuatro relatos). Santo Domingo: Publicaciones ONAP, 1989.
- Su nombre, Julia (Cuentos). Santo Domingo: Editora Alfa & Omega, 1991.
- Para esta noche(Cuentos). Santo Domingo: Editorial Jaberwocky, 1992.
- La radio y otros boleros (Cuentos). Santo Domingo: Biblioteca Nacional, Colección Orfeo, 1996.
- El diablo sabe por diablo (Cuentos). San Juan Puerto-Santo Domingo: Editorial Isla Negra-Editorial Gente, Colección El rostro y la máscara, 1998.
- Queda la música (Novela). Miami FL: Ediciones Baquiana, Colección Senderos de la Narrativa, 2003.
- Sólo de vez en cuando (Cuentos). Santo Domingo-San Juan: Editora Imago Mundi, 2005.
- Betún melancolía (Cuentos). Santo Domingo: Ediciones Ferilibro de la Dirección General del Libro. Colección Cuentos Completos. 2008.
- El mal del tiempo (Novela). Santo Domingo, Ediciones de la Universidad Central del Este (Premio de novela UCE 2007). Impreso por Editorial Gente, 2008; Kingwood: Mediaisla editores, Colección Juegos con Lagartos, 2011.[1]
- Solo de flauta (Narraciones). Santo Domingo: Alfaguara, 2012.
- El nombre olvidado (Cuentos). San Juan: Ediciones Callejón, 2015.
- Jugar al sol. Más de 13 historias sin historia  (Antología compilada por Máximo Vega). Kingwood, TX: mediaisla editores, ltd, 2017.
- No les guardo rencor, papá. (Novela). Santo Domingo: Editorial Santuario, 2017; Kingwood, TX: mediaisla editores, ltd, segunda edición, 2018; Madrid: Legado ediciones, tercera edición, 2019.
- Juegos reunidos. (Cuentos). Santo Domingo: Bangó Ediciones, 2019.

## Poesía
- Raíces con dos comienzos y un final. Santo Domingo: Editora Taller, Colección Mínima, 1977; Santo Domingo: Editorial Gente, 1997; Kingwood: Mediaisla editores. Colección Juegos con lagartos, 2014.
- Textos destetados a destiempo con sabor de tiempo y de canción. Santo Domingo: Editorial Gaviota, 1979.
- Canciones rosa para una niña gris metal. Santo Domingo: Serigraf, Colección …y punto!, 1983; Valencia: Ediciones del Rectorado de la Universidad de Carabobo, 1992; Kingwood: mediaIsla editores, Colección Juegos con lagartos, 2009.
- Muestra gratis. Santo Domingo: Editorial Gente, 1986; Santo Domingo: Ediciones Cielonaranja, segunda edición, 2018.
- Apunte a lápiz. Constanza: Ediciones Paso Bajito, Colección Luna Rota, 2007.
- Rumor de pez. Santo Domingo: Ediciones de la Universidad Central del Este (Premio de poesía UCE 2008). Impreso por Editorial Gente, 2009; Kingwood: Mediaisla editores, Colección Juegos con lagartos, 2012; Popayán, Colombia: Gamar Ediciones, tercera edición, 2018.
- Nave sorda. Harlingen: Libros Medio Siglo, 2015.

## Ensayo
- Tientos y trotes (Lecturas). Santo Domingo: Editora Nacional, primera edición, 2011.
- A toda lágrima y a toda sed. Conversaciones con René Rodríguez Soriano (Entrevistas, compilación de SaraMaría Rivas). Santo Domingo: Ediciones del Banco Central de la República Dominicana, primera edición, 2017.
- Letras vueltas (Lecturas). Kingwood, TX: mediaisla editores, ltd, primera edición, 2018.
- Voces propias. Conversaciones. (Entrevistas). Ediciones del Banco Central de la República Dominicana, primera edición, 2018.

## Compilaciones
- Poetas y prosistas de la patria (Antología. Miami, FL: Ediciones del Consulado General de la República Dominicana. Impreso en los talleres de René Mario Hernández, 2001.
- País inverosímil. Casi dos docenas de historias que nos cuentan  (Antología. Miami, FL: Ediciones del Consulado General de la República Dominicana, 2008.
- De la Siene au Camú. Un siecle de nouvelles dominicaines (Antología de cuentos dominicanos, traducción André Charland). Santo Domingo: Editora Nacional, 2009.

## En colaboración
- Probablemente es virgen todavía. (A cuatro manos con Ramón Tejada Holguín), Santo Domingo: Editorial Mambrú. Nueva Narrativa Latinoamericana, 1993.
- Y así llegaste tú… (A cuatro manos con Ramón Tejada Holguín), Santo Domingo: Editorial Jaberwocky, Colección Incunables (Edición limitada con portadas originales de Maritza Álvarez c/u). 1994.
- Blasfemia angelical. (A cuatro manos con Ramón Tejada Holguín). Santo Domingo: Editora Taller, Biblioteca Taller, 1995.
- Salvo el insomnio. (A cuatro manos con Plinio Chahín). Santo Domingo: Ediciones Librería Trinitaria, 2002.
- Pas de deux. (A cuatro manos con Ramón Tejada Holguín). Miami: Mediaisla editores, Colección Andar de ciegos, 2008.

## Sobre el autor
- René Rodríguez Soriano, el narrador de la ciudad que desentraña el misterio en las personas y lugares comunes y cotidianas, elevándolos a categorías narrativas.
- Visiones de orilla. [Estudios, apuntes y testimonios en torno a la obra de René Rodríguez Soriano]. Varios Autores. Comilador: Carlos X. Ardavín. Santo Domingo: Editora Nacional, 2013.
- Para leer a René Rodríguez Soriano (sin maestro). Miguel Ángel Fornerín: Santo Domingo: Editorial Santuario, primera edición, 2017.